# Sudamericano de Rugby B 2016
El Sudamericano de Rugby B del 2016 se celebró en el distrito de Miraflores de la ciudad de Lima, Perú. La XVII edición se disputó entre el 2 y el 8 de octubre con 4 selecciones. El torneo, que fue organizado por la Federación Peruana de Rugby y Sudamérica Rugby, sirvió como clasificatorio regional para la Copa del Mundo de Japón 2019.

## Ronda de clasificación
Se disputó un repechaje para determinar el cuarto equipo participante. Ecuador en calidad de último en las dos ediciones anteriores y Guatemala campeón del Sudamericano C 2015 se enfrentaron a un solo partido para conseguir ese cupo. Se jugó el sábado 27 de agosto en Guayaquil, Ecuador y fue victoria para los locales, de esta forma volverán a competir los cuatro equipos de la edición pasada.
| 27 de agosto 15:00 | Ecuador | 26 - 25 | Guatemala | estadio Modelo Alberto Spencer, Guayaquil, Ecuador |                              |
|                    |         | Reporte |           | Asistencia: 500 espectadores                       | Asistencia: 500 espectadores |

## Equipos participantes
- Selección de rugby de Colombia (Los Tucanes)
- Selección de rugby de Ecuador (Los Piqueros)
- Selección de rugby de Perú (Los Tumis)
- Selección de rugby de Venezuela (Las Orquídeas)

## Posiciones
| Pos. | Equipo    | Encuentros | Encuentros | Encuentros | Encuentros | Tantos  | Tantos    | Tantos     | Puntos |
| Pos. | Equipo    | jugados    | ganados    | empatados  | perdidos   | a favor | en contra | diferencia | Puntos |
| ---- | --------- | ---------- | ---------- | ---------- | ---------- | ------- | --------- | ---------- | ------ |
| 1    | Colombia  | 3          | 3          | 0          | 0          | 149     | 29        | + 120      | 12     |
| 2    | Venezuela | 3          | 2          | 0          | 1          | 95      | 51        | + 44       | 8      |
| 3    | Perú      | 3          | 1          | 0          | 2          | 87      | 79        | + 8        | 4      |
| 4    | Ecuador   | 3          | 0          | 0          | 3          | 20      | 192       | - 172      | 0      |

Nota: Se otorgan 3 puntos al equipo que gane un partido, 1 al que empate y 0 al que pierda
|  | Campeón y a repechaje para SRA 2017 |

## Resultados

### Primera fecha[6]
| 2 de octubre 14:00 | Colombia | 75 - 5  | Ecuador | Niño Héroe Manuel Bonilla, Lima, Perú |  |
|                    |          | Reporte |         |                                       |  |

| 2 de octubre 16:00 | Perú | 8 - 33  | Venezuela | Niño Héroe Manuel Bonilla, Lima, Perú |  |
|                    |      | Reporte |           |                                       |  |

### Segunda fecha[7]
| 5 de octubre 14:00 | Venezuela | 52 - 10 | Ecuador | Niño Héroe Manuel Bonilla, Lima, Perú |  |
|                    |           | Reporte |         |                                       |  |

| 5 de octubre 16:00 | Colombia | 41 - 14 | Perú | Niño Héroe Manuel Bonilla, Lima, Perú |  |
|                    |          | Reporte |      |                                       |  |

### Tercera fecha
| 8 de octubre 14:00 | Perú | 65 - 5  | Ecuador | Niño Héroe Manuel Bonilla, Lima, Perú |  |
|                    |      | Reporte |         |                                       |  |

| 8 de octubre 16:00 | Colombia | 33 - 10 | Venezuela | Niño Héroe Manuel Bonilla, Lima, Perú |  |
|                    |          | Reporte |           |                                       |  |

| Bandera de Colombia |
| Campeón Colombia    |
| Cuarto título       |